# Байки из склепа (альбом)
«Байки из склепа» — седьмой студийный альбом группы 25/17, выпущенный 15 декабря 2020 года. Пластинка была предварена одноимённой трилогией EP, все песни с которой вошли в полноформатный релиз. Является продолжением (сиквелом) мини-альбома «Умереть от счастья».

## История создания
4 марта 2020 года группа анонсировала на осень выход нового альбома под названием «Байки из склепа». Музыканты рассказали, что он станет продолжением их альбома «Умереть от счастья» и на нём не будет злободневных композиций. 24 апреля 2020 года был выпущен сингл «Любовь во время чумы», исполненный совместно с Ёлкой. Сообщалось, что песня войдёт в готовящуюся пластинку. 6 сентября 2020 года состоялся выход EP первой части альбома. 7 сентября группа выпустила второй сингл, предназначенный для пластинки — «Мой 98-й». EP второй части «БиС» увидел свет 21 октября 2020 года. Завершил серию третий миньон, опубликованный 26 ноября 2020 года. Полноформатный релиз стал доступен 15 декабря 2020 года.

## Список композиций
| №   | Название                            | Длительность |
| --- | ----------------------------------- | ------------ |
| 1.  | «Звёзды»                            | 1:50         |
| 2.  | «Левиафан»                          | 2:34         |
| 3.  | «Мой 98-й»                          | 2:20         |
| 4.  | «Поколения» (п. у. Hash Tag, Хаски) | 3:39         |
| 5.  | «Северная страна» (п.у. Oxxxymiron) | 2:50         |
| 6.  | «Пирамида масла»                    | 3:19         |
| 7.  | «Предчувствие» (п. у. «Саграда»)    | 2:58         |
| 8.  | «Печенье с молоком»                 | 1:37         |
| 9.  | «Любовь во время чумы» (п. у. Ёлка) | 2:17         |
| 10. | «Осень» (п. у. Женя Ефимова)        | 3:21         |
| 11. | «Снег»                              | 4:10         |
| 12. | «Оборотень»                         | 3:51         |
| 13. | «Берёза»                            | 3:32         |
| 14. | «Луна»                              | 4:21         |
| 15. | «Девочка с бедою»                   | 4:03         |
| 16. | «Фонтан» (п. у. Ёлка)               | 2:54         |
| 17. | «Дверь»                             | 1:33         |
| 18. | «Лифт»                              | 2:50         |
| 19. | «Шей меня»                          | 2:54         |
| 20. | «Порядок»                           | 2:28         |
| 21. | «Сеятель»                           | 3:56         |
| 22. | «Майор»                             | 1:17         |